# Pseudobunaea
e uma mariposa do genero wtf
Pseudo     bunaea é um gênero de mariposa pertencente à família Bombycidae.